# 12645 Jacobrosales
A 12645 Jacobrosales (ideiglenes jelöléssel 4240 T-2) a Naprendszer kisbolygóövében található aszteroida. Cornelis Johannes van Houten, Ingrid van Houten-Groeneveld és Tom Gehrels fedezte fel 1973. szeptember 29-én.